# FK Karlskrona
Fotbollsklubben Karlskrona ist ein schwedischer Fußballverein aus Karlskrona. Er hat rund 1700 Mitglieder.

## Geschichte
Der Klub entstand 2012 durch den Zusammenschluss der Vereine Lyckeby GoIF und Karlskrona AIF.
Die ersten vier Jahre nach der Gründung  spielte der Klub in der viertklassigen Division 2. Der erstmalige Aufstieg in die drittklassige Division 1 gelang 2016. In der Spielzeit 2017 belegte der Verein den 6. Platz. Die folgende Saison schloss der Klub auf Rang 13 ab und musste nach einem 1:2 und 2:2 in der Relegation gegen FC Trollhättan wieder in die Division 2 absteigen.
Als Meister der Division 2 Östra Götaland gelang 2019 der sofortige Wiederaufstieg in die Division 1 Södra.

## Vorgängervereine

### Lyckeby GoIF
Lyckeby GoIF (Gymnastik- och Idrottsförening) aus dem gleichnamigen Stadtteil von Karlskrona wurde am 5. Februar 1925 gegründet. Neben dem Fußball als größter Sparte bot der Verein auch die Sportarten Tennis, Schwimmen, Wintersport und Wrestling an.

### Karlskrona AIF
Karlskrona AIF wurde am 2. November 1968 durch die Fusion von Saltö BK, Karlskrona BK und Björkholmens IF gegründet.
Der Verein trug seine Heimspiele im Karlskrona Idrottsparken aus.  Der Zuschauerrekord mit 3.893 Zuschauern wurde 1981 im Spiel gegen Västra Frölunda IF aufgestellt. Im selben Jahr erreichte der Klub die beste Platzierung seiner Vereinsgeschichte, als die Mannschaft in der damals zweitklassigen Division 2 den vierten Platz belegte.

## Bekannte Spieler
- Jonas Lantto (* 1987), seit 2019
- Juan Robledo (* 1979), spielte von 2015 bis 2017 für FK Karlskrona

| Saison | Liga                      | Level | Platz | Tore  | Diff. | Punkte |
| ------ | ------------------------- | ----- | ----- | ----- | ----- | ------ |
| 2013   | Division 2 Södra Götaland | IV    | 11.   | 30:31 | -1    | 25     |
| 2014   | Division 2 Östra Götaland | IV    | 03.   | 51:31 | +20   | 47     |
| 2015   | Division 2 Södra Götaland | IV    | 02.   | 57:20 | +37   | 52     |
| 2016   | Division 2 Södra Götaland | IV    | 01.   | 71:26 | +45   | 61     |
| 2017   | Division 1 Södra          | III   | 06.   | 43:39 | +4    | 38     |
| 2018   | Division 1 Södra          | III   | 13.   | 39:60 | −21   | 33     |
| 2019   | Division 2 Östra Götaland | IV    | 01.   | 55:25 | +30   | 56     |
| 2020   | Division 1 Södra          | III   | 16.   | 36:80 | −44   | 18     |